# Могила Афанасия Прокофьевича Щапова
Могила Афанасия Прокофьевича Щапова расположена на Знаменском кладбище в Иркутске. Памятник установлен в 1886 году. 

## История
Афанасий Прокофьевич Щапов скончался 27 февраля 1876 года в Иркутске. Вскоре похоронен на кладбище Знаменского монастыря.
В 1886 году на средства иркутян при поддержке городского головы Иркутска В. П. Сукачёва на могиле Щапова был установлен памятник. Проект составил архитектор Генрих Розен. 19 августа прошло его освящение. В 1998 году памятник был отреставрирован.